# Doug Bodger
Doug (Douglas) Bodger (* 18. června 1966, Chemainus, Kanada) je bývalý kanadský hokejový obránce.
Draftován byl v roce 1984 týmem Pittsburgh Penguins v prvním kole. V NHL odehrál za Pittsburgh Penguins, Buffalo Sabres, San Jose Sharks, New Jersey Devils, Los Angeles Kings a Vancouver Canucks celkem 1071 zápasů v základní části a 47 v play-off. V základní části vstřelil 106 gólů a zaznamenal 422 asistencí, v play-off 6 gólů a 18 asistencí.
Kanadu třikrát reprezentoval na mistrovství světa (1987, 1996, 1999).